# Friedhelm Loh Group

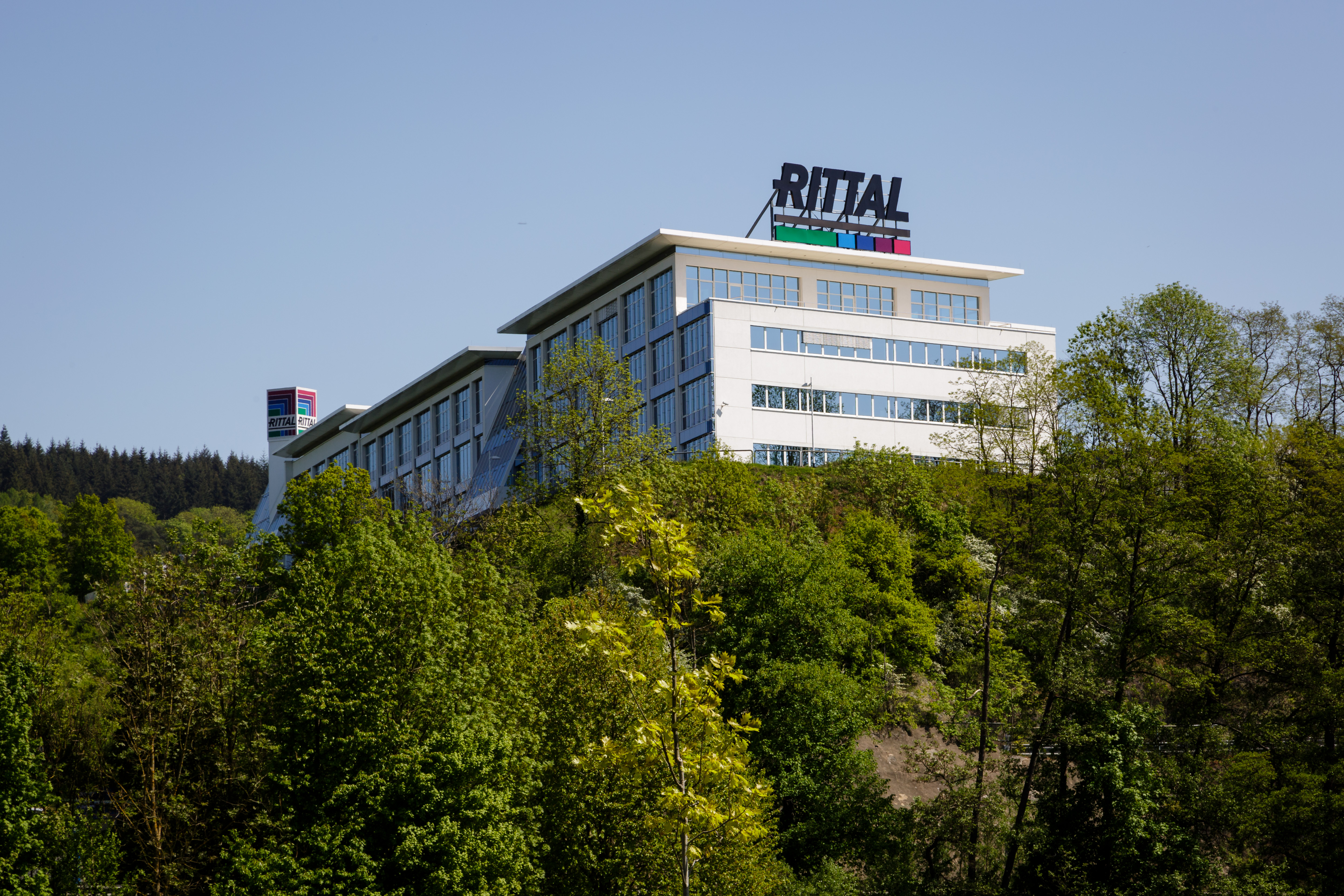
Rittal in Herborn

Die Friedhelm Loh Stiftung & Co. KG ist die Konzernobergesellschaft der Friedhelm Loh Group, einer Holding mit 95 Tochtergesellschaften und Hauptsitz im hessischen Haiger. Die Unternehmensgruppe befindet sich vollständig im Besitz der Familie Loh. Wichtigste Beteiligung ist die Firma Rittal mit Sitz im hessischen Herborn.

## Geschichte
Im Jahr 1947 gründete Rudolf Loh in Haiger die „Metallwarenfabrik Rudolf Loh“ für die Herstellung von Konsumgütern des Hausbedarfs, die er später umfirmierte in die Firma Hailo, einen modernen Massenhersteller von Haushaltsgeräten.
1961 gründete er die „Rudolf Loh, Elektrogerätebau GmbH“ – später „Rittal“ – am Standort Rittershausen mit dem Ziel, neben den Konsumgütern Investitionsgüter herzustellen. Rudolf Loh ist der Erfinder des „Serienschaltschranks sofort ab Lager lieferbar“ und damit Entrepreneur der zwei bekannten Markenunternehmen Hailo und Rittal.
1971 verstarb der Gründer Rudolf Loh im Alter von 57 Jahren. Seine Frau Irene Loh und der älteste Sohn Joachim Loh übernahmen die Führung der beiden Unternehmen und gründeten die erste Rittal Tochtergesellschaft in Schweden.
1974 übernahm der Sohn Friedhelm Loh den Vorsitz der Geschäftsführung der Firma Rittal. In den folgenden Jahren entstanden Weltneuheiten wie der anreihbare Großschaltschrank, und die Schaltschrankklimatisierung. Jährlich kamen neue Tochtergesellschaften dazu, 1982 die erste Produktionsstätte im Ausland mit Rittal CSM in UK und der ersten Übersee Tochtergesellschaft Rittal Corp. in USA. Gleichzeitig starteten die neu gegründeten Firmen Stahlo im Bereich Stahlservice und LKH im Bereich Kunststoff.
1985 erfolgte der Einstieg in das Softwaregeschäft mit der Beteiligung an Wiechers und Partner – heute Eplan – als Softwarehaus für das Elektroengineering. Über die nächsten Jahrzehnte entstand ein breites Spektrum an Software und Services rund um das Engineering. Heute industrialisieren Eplan und Rittal die gesamte Wertschöpfungskette ihrer Kunden im Steuerungs- und Schaltanlagenbau.
1987 startete Rittal das Geschäft mit Schaltschränken für die Server- und Netzwerktechnik und Kühlsystemen für die lokale Kühlung in Rechenzentren.
1998 entsteht Loh Services als Shared Servicecenter und als internationaler Dienstleister für die kaufmännischen Bereiche der Gruppe sowie die zentrale IT. Mit dem Erwerb der Firma Lampertz, Anbieter von physischen Sicherheitssystemen für Rechenzentren kommt ein neues Unternehmen zur Gruppe.
1999 verkaufen Harald und Renate Wiechers ihr Unternehmen Wiechers und Partner Datentechnik GmbH an Rittal, welches in EPLAN Software & Service GmbH & Co. KG umfirmiert wird.
2010 wurde die Marke Lampertz aufgegeben und die Niederlassung Hof in Rittal Hof GmbH & Co. KG umfirmiert.
2013 erwarb die Friedhelm Loh Gruppe das Softwareunternehmen Cideon, einen Systemintegrator und Prozessberater im Bereich der Mechanik.
Das Software- und IT-Know-how der Unternehmensgruppe wird ergänzt durch eine strategische Beteiligung an der Lefdal Mine Datacenter AS. Rittal ist Technologie- und Umsetzungspartner des Lefdal Mine Datacenters. Das ehemalige Bergwerk in Måløy, Norwegen, ist eines der größten und grünsten Rechenzentren Europas und bietet IT-Kapazitäten für Unternehmen unterschiedlicher Größe. Basis der verwendeten Container sind standardisierte IT-Module von Rittal.

## Unternehmen
- Rittal: Systemanbieter für Schaltschränke, Schaltschrankklimatisierung, Stromverteilungen, IT-Infrastruktur für Rechenzentren sowie Software & Service. Die größten Kunden sind der Maschinen- und Anlagenbau, die Automobilindustrie, die Industrie für erneuerbare Energie, die Nahrungs- und Genussmittelindustrie sowie die IT- und Kommunikationsbranche.

- EPLAN: Anbieter von Engineering Software, vorwiegend für die Branchen der Elektroindustrie der Automationsindustrie, der Elektroplanung für den Maschinen- und Anlagenbau, sowie dem Schaltschrankbau. EPLAN und RITTAL sind gemeinsame Anbieter einer prozessorientierten Wertschöpfungskette aus Software und Hardware zur Optimierung im Steuerungsbau.

- CIDEON: Systemhaus im Bereich CAD/CAM- und PDM/PLM sowie als Softwareentwickler eigener Lösungen. Das Unternehmen ist Autodesk Platinum Partner im deutschsprachigen Raum, SAP Platinum Build Partner sowie Softwarepartner von Dassault Systèmes und PROCAD.

- STAHLO: werksunabhängiges Stahl-Service-Center, das bis hin zu hoch- bis ultrahochfesten Güten Spaltband, Zuschnitte, Standardformate, Formzuschnitte und Konturen an die Automobilindustrie, die Elektroindustrie und die metallverarbeitende Industrie aus den drei Standorten Stahlo Dillenburg und Gera sowie Blechservice Nordhausen liefert.

- LKH: Spezialist für die Entwicklung und Produktion von Kunststoffbaugruppen und -komponenten für die Fahrzeug-, Elektro-, Elektronik- sowie die Transportverpackungsindustrie. Ein technischer Schwerpunkt liegt bei Herstellung von Federungskomponenten der Automobilindustrie.

- Loh Services: Internationales Shared Service Center als kompetenter Dienstleister der Friedhelm Loh Group.[5][6]

## Verbände
Die Friedhelm Loh Group engagiert sich in mehreren Verbänden aus Industrie und Informationstechnologie, darunter VDMA, ZVEI und BITKOM.

## Auszeichnungen
Friedhelm Loh, die Friedhelm Loh Group sowie ihre operativen Unternehmen erhielten seit der Gründung 1961 zahlreiche Ehrungen.

### Friedhelm Loh Group (Auswahl)
- Top Employer Deutschland 2007 bis 2021[8]
- Deutschlands beste Ausbildungsbetriebe 2017 bis 2021[9]
- Innovation Champions Award 2020 für die Lösung Oncite von German Edge Cloud[10]
- German Innovation Award 2019 für VX25 Schaltschranksystem von Rittal[10]
- Auszeichnung als Meilenstein der Elektronik 2017[11]
- Top 100-Siegel 2017[12]
- Best of Industry Award 2017 für Kühlgerätegeneration Blue e+ von Rittal[13]
- PR-Bild Award 2016
- Leadership Award „Connected World“ 2016 für Inhaber Friedhelm Loh
- „Refrigeration Product of the Year“ der RAC Cooling Industry Awards 2016 für Blue e+ von Rittal
- Innovationspreis Deutsche Industrie für das beste Produkt 2015 für Blue e+ von Rittal[10]
- Axia Award in der Kategorie „Innovationskultur – Erfolgsfaktor im Mittelstand“ 2011 für Rittal[14]